# Kurt Schubert
Kurt Schubert (* 4. März 1923 in Wien; † 4. Februar 2007 ebenda) war der Doyen der österreichischen Judaistik. Er war maßgeblich am Wiederaufbau der Universität Wien im Frühjahr 1945 beteiligt.

## Leben
Schubert besuchte das Wiener Gymnasium Theresianum. Noch vor der Matura erlebte er den NS-Einmarsch 1938. Er wurde wegen seines Asthmas als nicht kriegsdienstfähig eingestuft (nur als „arbeitsverwendungsfähig“), daher konnte er in Wien studieren. Die Judenverfolgung bewog ihn zur wissenschaftlichen Auseinandersetzung mit dem Judentum. So erhielt er den Spitznamen „Moses“. Der engagierte Katholik Schubert begann bereits mitten im Krieg am Institut für altorientalische Philologie der Universität Wien mit dem Hebräisch-Studium. 1944 promovierte er mit einer Untersuchung über die Außenpolitik König Hammurabis.
Als Student rettete er die Bibliothek des Wiener Rabbinerseminars vor der Vernichtung (nach 1945 veranlasste er den Transfer der Buchbestände nach Israel). Schubert war sowohl im österreichischen, katholischen Widerstand als auch im für illegal erklärten, von Karl Strobl geleiteten Katholischen Hochschuljugend gegen das NS-Regime aktiv. Anfang 1945 wurde sein Vater von der Gestapo verhaftet.
Im April 1945 erwirkte Schubert von der sowjetischen Besatzungsmacht die Erlaubnis der Wiederaufnahme des Universitätsbetriebs. Am 2. Mai 1945 hielt Schubert seine erste Vorlesung „Hebräisch für Anfänger“.
An der Universität Wien wirkte Schubert zunächst als Dozent für Judaistik im Rahmen des Instituts für Orientalistik. 1948 erhielt Schubert die venia legendi und widmete sich der Etablierung judaistischer Studien in Wien. Schubert publizierte als erster in deutscher Sprache über die Schriftrollen von Qumran. 1959 wurden der eigentliche Lehrstuhl für Judaistik, zunächst als Teil der Orientalistik, und erst 1966 das Institut für Judaistik der Universität Wien eingerichtet. Bis zu seiner Emeritierung im September 1993 war Schubert Ordinarius sowie Vorstand an diesem Institut. Auch nachdem er emeritiert worden war, unterrichtete er weiterhin, bis zum Sommersemester 2006, kontinuierlich am Institut, und brachte es somit auf eine über 60 Jahre währende Lehrtätigkeit.
Er lehrte und publizierte über viele Themen aus der Judaistik, darunter jüdische Buchkunst des Mittelalters (in Zusammenarbeit mit seiner 1999 verstorbenen Frau, der Kunsthistorikerin Ursula Schubert), Zionismus und Gestaltwandel des Antisemitismus. Er betonte, dass zur Zeit Jesu für Juden eine wirkliche Auferstehung leiblich sein musste – von daher verteidigte er das leere Grab Jesu.

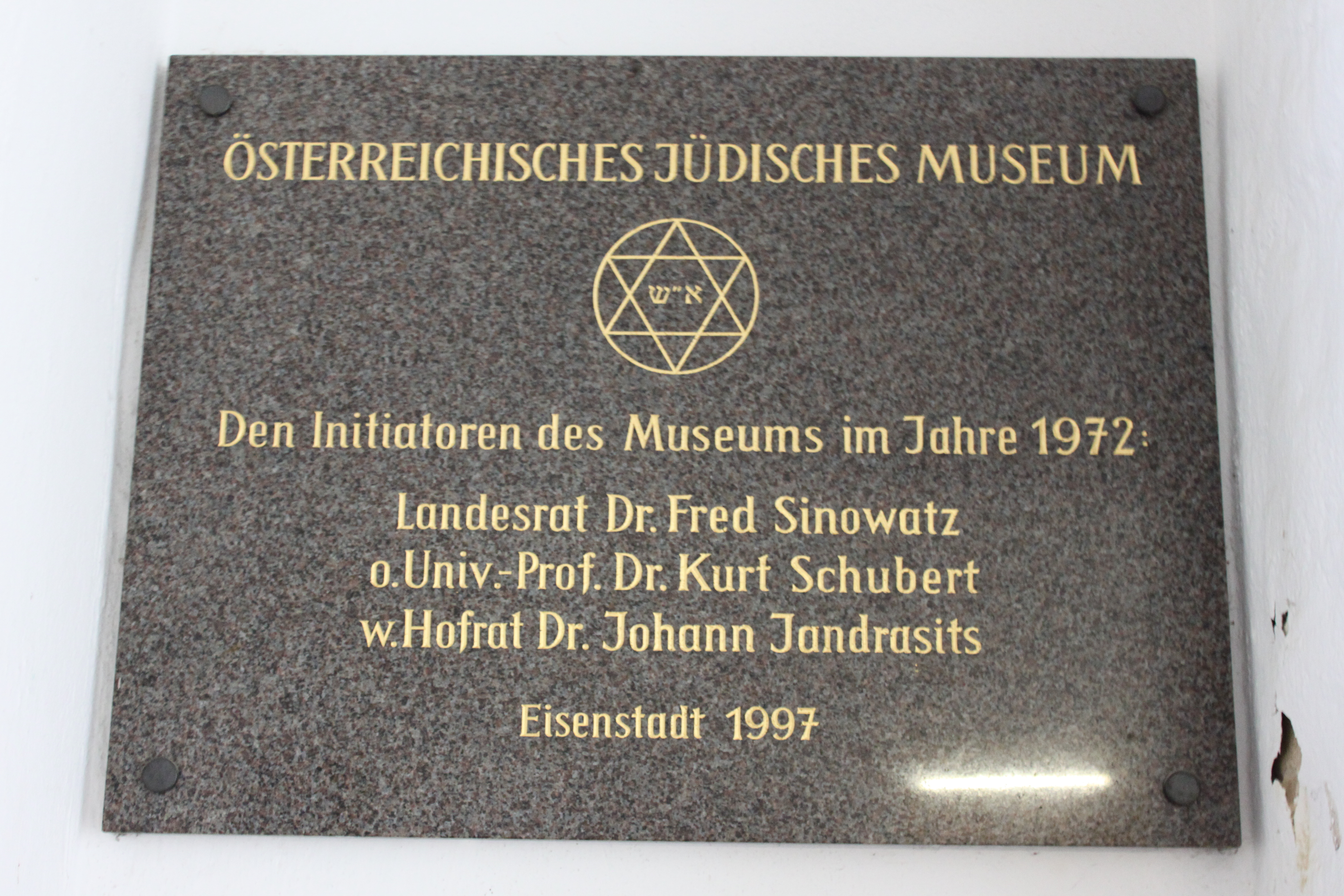
Gedenktafel im Jüdischen Museum in Eisenstadt (2011)

Er gründete 1972 das Österreichische Jüdische Museum in Eisenstadt.
Schubert setzte sich stets für den jüdisch-christlichen Dialog und die Überwindung des Antisemitismus ein. 2006 wurde er mit dem „ICCJ Sir Sigmund Sternberg Award“ geehrt.
Er wurde 1987 korrespondierendes Mitglied der philosophisch-historischen Klasse der Österreichischen Akademie der Wissenschaften (ÖAW) und 2004 Ehrenmitglied, außerdem Ehrensenator der Universität Wien.
Kurt Schubert wurde am Döblinger Friedhof in Wien bestattet.

## Auszeichnungen
- 1973: Großes Ehrenzeichen für Verdienste um die Republik Österreich
- 1977: Kardinal-Innitzer-Preis
- 1978: Ehrenzeichen für Verdienste um die Befreiung Österreichs
- 1982: Preis der Stadt Wien für Volksbildung
- 1989: Ehrenmedaille der Bundeshauptstadt Wien in Gold
- 1998: Goldenes Ehrenzeichen für Verdienste um das Land Wien
- 2006: ICCJ Sir Sigmund Sternberg Award

- Seit 2010 wird der Kurt-Schubert-Gedächtnispreis verliehen.

## Schriften (Auswahl)
- Die Geschichte des österreichischen Judentums. Böhlau, Wien 2008, ISBN 978-3-205-77700-7.
- Jüdische Geschichte. Originalausgabe. Beck, München 1995, ISBN 3-406-39175-3.
- Die Wiedereröffnung der Universität Wien im Mai 1945. Vortrag im Rahmen der Veranstaltungsreihe „625 Jahre Universität Wien“ am 10. Mai 1990 im Kleinen Festsaal der Universität Wien. Archiv der Universität Wien, Wien 1991, OBV.
- Aufbau und Entwicklung der judaistischen Studien an der Universität Wien. Typoskript. Wien 1990, OBV. Volltext online (PDF, 1,2 MB).
- Jesus im Lichte der Religionsgeschichte des Judentums. Herold, Wien/München 1973, ISBN 3-7008-0097-5.
- Die Kultur der Juden. Drei Bände. Akademische Verlagsgesellschaft Athenaion, Wiesbaden 1970–1979, OBV.
- — (Hrsg.): Der historische Jesus und der Christus unseres Glaubens. Eine katholische Auseinandersetzung mit den Folgen der Entmythologisierungstheorie. Herder, Wien 1962, OBV.
- — (Hrsg.), Johannes Botterweck: Festschrift für Prof. Dr. Viktor Christian, gewidmet von Kollegen und Schülern zum 70. Geburtstag. Verlag Notring der Wissenschaftlichen Verbände Österreichs, Wien 1956, OBV.

## Einzelbelege
1. ↑  Morawitz: Schubert.
2. ↑  Nachruf Kurt Schubert. In: judaistik.univie.ac.at. Abgerufen am 4. März 2025.
3. ↑  Morawitz: Schubert. - Der Vater gehörte der Widerstandsgruppe „Kreis Bellaria“ der Leopoldine Hornik an (Dokumentationsarchiv des österreichischen Widerstandes, Akt Nr. 19831).

| Personendaten    | Personendaten                                        |
| ---------------- | ---------------------------------------------------- |
| NAME             | Schubert, Kurt                                       |
| KURZBESCHREIBUNG | österreichischer Universitätsprofessor für Judaistik |
| GEBURTSDATUM     | 4. März 1923                                         |
| GEBURTSORT       | Wien, Österreich                                     |
| STERBEDATUM      | 4. Februar 2007                                      |
| STERBEORT        | Wien, Österreich                                     |